# فرودگاه تووومبا
فرودگاه تووومبا  (به انگلیسی: Toowoomba Airport) یک فرودگاه همگانی با کد یاتا TWB است که یک باند فرود چمن دارد و طول باند آن ۶۶۰ متر است. این فرودگاه در کشور کانادا قرار دارد و در ارتفاع ۶۳۶ متری از سطح دریا واقع شده است.